# باکاری سومار
باکاری سومار (انگلیسی: Bakary Soumaré؛ زادهٔ ۹ نوامبر ۱۹۸۵) بازیکن فوتبال اهل فرانسه است.
از باشگاه‌هایی که در آن بازی کرده‌است می‌توان به باشگاه فوتبال کارلسروهه، شیکاگو فایر، فیلادلفیا یونیون، شیکاگو فایر، مونترال ایمپکت، اف‌سی دالاس و تیم ملی فوتبال مالی اشاره کرد.
وی همچنین در تیم ملی فوتبال تیم ملی فوتبال مالی بازی کرده‌است.